# Andrej Končalovskij
Andrej Končalovskij, rodným jménem Andrej Sergejevič Michalkov-Končalovskij (* 20. srpna 1937, Moskva, Sovětský svaz) je ruský scenárista a režisér.

## Život
Pochází ze známé umělecké rodiny, jeho děd Petr Končalovskij a praděd Vasilij Surikov byli malíři, otec Sergej Michalkov byl spisovatel, dramatik a překladatel, matka Natalja Končalovská je básnířka a překladatelka, bratr Nikita Michalkov je filmový režisér a herec. Deset let studoval na moskevské konzervatoři, kde se připravoval na dráhu pianisty.

## Tvorba
Končalovského tvorbu významně ovlivnilo setkání s režisérem Andrejem Tarkovským, se kterým společně napsali scénáře k filmům Válec a housle, Ivanovo dětství a Andrej Rublev.

### Tvorba v SSSR
Jeho prvním celovečerním filmem byl První učitel. Vedle spolupráce s Tarkovským se věnuje vlastní tvorbě, mezi jejíž vrcholy patří zakázaný Příběh Asji Kljačinové, která milovala, ale nevdala se, Šlechtické sídlo, Strýček Váňa a Siberiáda.

### Exil v USA
S mezinárodním úspěchem a oceněním filmu Siberiáda se Končalovskému naskytla příležitost emigrovat do USA, kterou využil. Natočil zde několik filmů, které reprezentují výrazné tvůrčí rozpětí – od ceněných Mariiných milenců přes akční snímky Tango a Cash a Splašený vlak. Koprodukčním filmem Uvnitř kruhu (česky uváděn také jako Kruh moci) z roku 1991 se vrací k historii Sovětského svazu. Snímek představuje obyčejného muže (Tom Hulce), který se shodou okolností stane osobním promítačem diktátora Josifa Stalina.

### Návrat do Ruska
Od 90. let do současnosti se Končalovskij věnuje tvorbě reflektující post-sovětské dědictví současného Ruska, i historické souvislosti a témata. Snímkem Slepička Rjaba navazuje na Příběh Asji Kljačinové, jejímž pohledem reflektuje rozpad Sovětského svazu a divoký kapitalismus, který vtrhl do post-sovětského Ruska. Kriticky se ke stavu ruské společnosti vyjadřuje i v dalších filmech, jako je např. Dům bláznů nebo Bílé noci pošťáka Ivana Trjapicyna. V roce 2016 zahájil snímkem Ráj trilogii věnovanou tématu moci, na snímek navázaly další dvě díla, Hřích (2019) a zatím poslední natočený černobílý snímek ze 60. let Drazí soudruzi (2020). Snímek vypráví o masakru při povstání dělníků v Novočerkassku v roce 1962.

## Osobní život
Andrej Končalovskij byl pětkrát ženatý. Od roku 2002 žije se svou pátou ženou, Julií Vysockou, která hraje ve většině jeho následujících filmů (počínaje Domem bláznů).

## Galerie
- Záběr z natáčení filmu Mariini milenci
- Andrej Končalovskij s Vladimírem Putinem při odhalení sochy otce, Sergeje Michalkova
- S Nikitou Tichonovem a Julií Tichonovovou
- Kolčalovskij v roce 2010

## Filmografie
- 1961: Chlapec a holub (krátký film)
- 1961: Válec a housle (scénář)
- 1962: Ivanovo dětství (scénář, herec)
- 1964: Je mi dvacet let (herec)
- 1965: První učitel
- 1966: Andrej Rublev (scénář)
- 1966: Příběh Asji Klačinové, která milovala, ale nevdala se
- 1969: Šlechtické hnízdo
- 1970: Strýček Váňa
- 1974: Romance o zamilovaných
- 1979: Sibiriáda
- 1982: Split Cherry Tree
- 1984: Mariini milenci (Maria's Lovers)
- 1985 Splašený vlak (The Runaway Train)Končalovskij v roce 2004
- 1986: Duet pro jednoho
- 1987: Nesmělí lidé
- 1989: Tango a Cash
- 1989: Homer a Eddie

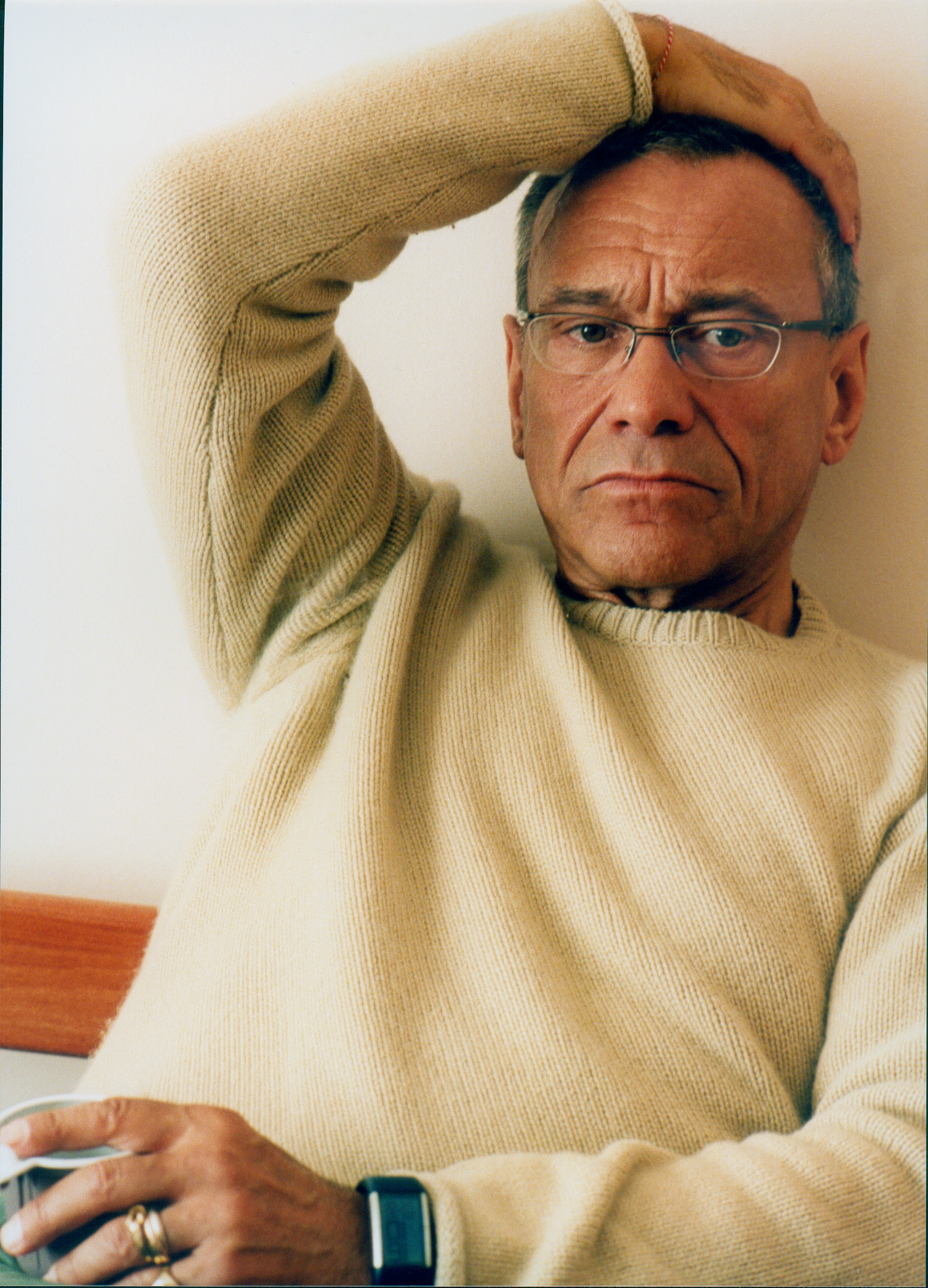
Končalovskij v roce 2004

- 1991: Uvnitř kruhu (The Inner Circle)
- 1994: Slepička Rjaba
- 1995: Lumière & spol.
- 1997: Odysseus (TV film)
- 2000: The Royal Way
- 2002: Dům bláznů
- 2003: Lev v zimě (TV film)
- 2007: Třpyt (Gljaněc)
- 2007: Chacun son cinéma ou Ce petit coup au coeur quand la lumière s'éteint et que le film commence
- 2009: The Forbidden City
- 2009: Nutcracker 3D: The Untold Story
- 2012: Bitva o Ukrajinu (Battle for Ukraine) – dokumentární
- 2014: Bílé noci pošťáka Alexeje Trjapicyna (Bělyje noči počtalona Alexeja Trjapicyna)
- 2016: Ráj (Raj)
- 2019: Hřích (Grech)
- 2020: Drazí soudruzi! (Dorogije tovarišči!)